# Thriller medico
Il thriller medico è un sottogenere letterario e cinematografico d'azione del thriller, che si discosta dal giallo in senso stretto in quanto la trama tratta argomenti di tipo scientifico e biologico. Giocano un ruolo assai importante il medico legale e gli specialisti della polizia scientifica, che, sulla base degli indizi raccolti con l'esame del cadavere e della scena del crimine, assicurano alla giustizia il colpevole.
Esistono sostanzialmente due tipologie di thriller medico: 
1. il thriller medico di detection (la classica figura dell'investigatore della detective story è incarnata da un addetto ai lavori di ambito squisitamente medico Kay Scarpetta, il personaggio simbolo di Patricia Cornwell);
2. il thriller medico contaminato col genere catastrofico/apocalittico (l'assassino misterioso cede il posto a complotti su vasta scala, dove regnano virus geneticamente manipolati e medici criminali come in opere di Richard Preston e John Case)

Tra i padri fondatori del suddetto sottogenere ci sono: Jacques Futrelle, Richard Austin Freeman e John Blackburn.
Stando alla letteratura, gli autori più noti e prolifici sono Patricia Cornwell, Kathy Reichs, Robin Cook e David Khayat, oncologo francese di fama mondiale. Non meno noti sono: Michael Crichton, Patrick Lynch e John Case (che nascondono rispettivamente i veri dati anagrafici di Gary Humphreys e Philip Sington, e Jim e Carolyn Hougan), Colin Andrews (pseudonimo dello scrittore horror F. Paul Wilson) con Stato di salute e Ingraham, Paul Carson con Filo d'acciaio, Joe Connelly (Pronto Soccorso, da cui Martin Scorsese ha tratto il film Al di là della vita), Ken Follett con Il terzo gemello, Frank G. Slaughter, Mary L. Hanner con Virus mortale, Richard Preston con Area di contagio e Il giorno del Cobra, Michael Palmer, Douglas Preston & Lincoln Preston con Mount Dragon, Tess Gerritsen, Jeff Lindsay, Anthony E. Zuiker e Duane Swierczynski con la saga Level 26, H.S. Clark, Stanley Pottinger con A mente fredda, Karin Slaughter con Genesi e Abisso senza fine, Pat Wilpenter, James Patterson.
Sulla scena europea ci sono esponenti come: Luigi Rainero Fassati con Una vita per l'altra (1985), Johannes Mario Simmel con Il codice genetico (1987), il trio Lucarelli/Rigosi/Baldini con i racconti noir di Medical Thriller (detection in ambito farmaceutico), il celebre oncologo Mariano Bizzarri con Il caso del 238, Guglielmo Brayda (neurologo di Bologna) che ha pubblicato Clone e L'anatra dalla testa bianca, Danilo Arona ed Edoardo Rosati con La Croce sulle labbra, Paolo Gaetani con Stem Cell e L'ultima mischia, Ken McClure, M.R. Hall, Simon Beckett, P. D. James con Morte di un medico legale, Alessia Gazzola, Arnaldur Indridason con Sotto la città, Emanuela Boccassini con La Signora dell'Arte della Morte, Marco Franzoso con Il bambino indaco, Carlo Molinari con Bisturi & Diamanti, Arthur Hailey con Medicina violenta , Andrea Novelli e Gianpaolo Zarini con Soluzione finale, Camilla Läckberg con Il predicatore, A.J. Cross, Chiara Guarino con Oggi è un bel giorno per morire, Rita Carla Francesca Monticelli con Detective Eric

## Serie TV
- Anna Winter - In nome della giustizia (2007-2008)
- Body of Proof (2011-2013)
- Bones (ispirata alle opere di Kathy Reichs)
- Castle (2009-2016)
- Coma (2012) (ispirato al libro Coma di Robin Cook)
- Crossing Jordan (2001-2007)
- CSI New York (2004-2013)
- CSI Miami (2002-2012)
- CSI - Scena del crimine (2000-2015)
- Da Vinci's Inquest (1998-2005)
- Deadly Women[19] (2008-oggi)
- Der letzte Zeuge ("L'ultimo testimone") (1998-2007)
- Detroit 1-8-7 (2010-2011)
- Dexter (2006-2013)
- Doppia indagine[20]
- Dr. Simon Locke (a.k.a. "Police Surgeon") (1971-1974)
- Forensic Files[21] (1996-oggi)
- Forever (2014-2015)
- Genesis (serie televisiva) (2006-2007)
- Hawaii Five-0 (2011-oggi)
- Hawaii missione speciale (titolo originale: One West Waikiki) (1994-1996)
- Last Cop - L'ultimo sbirro (2010-2014)
- Law & Order: Criminal Intent (2001-2011)
- Law & Order: LA (2010-2011)
- Law & Order: UK (2009-2014)
- Law & Order - Unità vittime speciali (Law & Order: Special Victims Unit) (1999-oggi)
- Lethal Weapon (2016-oggi)
- Lewis (2006-2015)
- Loro uccidono (remake U.S.A.) (2014)
- Major Crimes (2012-oggi)
- Mancuso, F.B.I. (1989-1990)
- Mente omicida (1994-2002)
- Murder Call (1997-2000)
- Murder Shift[22]
- NCIS: New Orleans (2014-oggi)
- NCIS - Unità anticrimine (2003-oggi)
- Police Surgeon (1960)
- Post Mortem - Segreti dall'aldilà (Post Mortem) (2007-2008)
- Profiler - Intuizioni mortali (Profiler) (1996-2000)
- Quincy (1976-1983)
- R.I.S. - Delitti imperfetti (2005-2009)
- R.I.S. Roma - Delitti imperfetti (2010-2012)
- Rizzoli & Isles (2010-oggi)
- Rosewood (2015-oggi)
- Saving Grace (2007-2010)
- Sincerely Yours in Cold Blood (Kylmäverisesti sinun) (2000-2005)
- So chi mi ha ucciso[23] (docu-reality)
- Solved[24] (2008-oggi)
- Squadra Speciale Colonia (2003-oggi)
- Squadra speciale Lipsia (2001-oggi)
- Squadra Speciale Stoccarda (2009-oggi)
- Squadra Speciale Vienna (2005-oggi)
- Testimoni silenziosi (Silent Witness) (1996-oggi)
- The Closer (2005-2012)
- The New Detectives: Case Studies in Forensic Science[25] (1996-2005)
- Torbidi delitti[26]
- Un detective in corsia (Diagnosis: Murder) (1993-2001)
- Wallander (2005-2013)
- Women's Murder Club (2007-2008)

## Film
- Al di là della vita (1999)
- Anatomy (2000)
- Bisturi - La mafia bianca (1973)
- Coma profondo (1977) (ispirato al libro Coma di Robin Cook)
- Effetti Collaterali (2013)
- Errors of the Human Body (2013)
- Extreme Measures - Soluzioni estreme (1996)
- Hungry Hearts (2014)
- Il silenzio degli innocenti (1991)
- Il fuggitivo (1993)
- Omicidio a Manhattan (1998)
- The Good Doctor (2011)
- The Island (2005)
- Zona d'ombra (2015) (ispirato alla vita di Bennet Omalu)